# Чемпіонат світу з футболу 2022 (кваліфікаційний раунд, КОНКАКАФ)
Північноамериканська, центральноамериканська та карибська секція кваліфікації Чемпіонату світу з футболу 2022  — кваліфікаційний турнір до Чемпіонату світу ФІФА 2022, який відбудеться у Катарі, для національних збірних, які входять до Конфедерації футболу країн Північної і Центральної Америки і зони Карибського моря (КОНКАКАФ). КОНКАКАФ мають 3,5 путівки до фінального турніру (3 прямі путівки та 1 путівка до міжконтинентальних плей-оф).

## Формат

### Запланований формат
10 липня 2019 КОНКАКАФ опублікували оновлений формат кваліфікації до Чемпіонату світу. Після попереднього рішення у березні 2018 використовувати Індекс рейтингу КОНКАКАФ для жеребкувань під час кваліфікацій до міжнародних турнірів, було вирішено використовувати Рейтинг ФІФА натомість.
- Гексагон група шести найкращих: 6 найкращих команд КОНКАКАФ, згідно з рейтингом ФІФА за червень 2020, мали потрапити до однієї групи (яку часто називають "Гексагон" (англ. «Hexagonal»)), де зіграли б вдома та на виїзді з кожним суперником за круговою системою (у форматі ліги). 3 кращі команди мали б потрапити до Чемпіонату світу напряму, а четверта команда — до раунду плей-оф КОНКАКАФ.
- Груповий етап та плей-оф для решти команд: Решта команд КОНКАКАФ (з 7 по 35 місце згідно з рейтингом ФІФА за червень 2020) мали бути поділені на 8 груп (5 груп по 4 команд та 3 по 3), де зіграли б з кожним суперником в своїй групі вдома та на виїзді за круговою системою. Переможці кожної групи мали потрапляти до плей-оф, який складався б з чвертьфіналів, півфіналів та фіналу, які проходили у двоматчевому форматі (вдома та на виїзді з суперником). Переможець фіналу мав проходити до раунду плей-оф КОНКАКАФ.
- Раунд плей-оф: Четверте місце Гексагональної групи та переможець фіналу плей-оф для решти команд мали б визначати, хто потрапляє до міжконтинентальних плей-оф.

| Раунд              | Тур             | Тур             | Дати міжнародних матчів ФІФА |
| Раунд найкращих    | Раунд найкращих | Раунд найкращих | Раунд найкращих              |
| ------------------ | --------------- | --------------- | ---------------------------- |
| Гексагон           | Тур 1           | Тур 1           | 31 серпня – 8 вересня 2020   |
| Гексагон           | Тур 2           |                 | 31 серпня – 8 вересня 2020   |
| Гексагон           | Тур 3           | Тур 3           | 5–13 жовтня 2020             |
| Гексагон           | Тур 4           |                 | 5–13 жовтня 2020             |
| Гексагон           | Тур 5           | Тур 5           | 9–17 листопада 2020          |
| Гексагон           | Тур 6           |                 | 9–17 листопада 2020          |
| Гексагон           | Тур 7           | Тур 7           | 22–30 березня 2021           |
| Гексагон           | Тур 8           |                 | 22–30 березня 2021           |
| Гексагон           | Тур 9           | Тур 9           | 30 серпня – 7 вересня 2021   |
| Гексагон           | Тур 10          |                 | 30 серпня – 7 вересня 2021   |
| Раунд решти команд |                 |                 |                              |
| Груповий етап      | Тур 1           | Тур 1           | 31 серпня – 8 вересня 2020   |
| Груповий етап      | Тур 2           |                 | 31 серпня – 8 вересня 2020   |
| Груповий етап      | Тур 3           | Тур 3           | 5–13 жовтня 2020             |
| Груповий етап      | Тур 4           |                 | 5–13 жовтня 2020             |
| Груповий етап      | Тур 5           | Тур 5           | 9–17 листопада 2020          |
| Груповий етап      | Тур 6           |                 | 9–17 листопада 2020          |
| Плей-оф            | Чвертьфінали    | Перший матч     | 22–30 березня 2021           |
| Плей-оф            | Чвертьфінали    | Матч-відповідь  | 22–30 березня 2021           |
| Плей-оф            | Півфінали       | Перший матч     | 31 травня – 8 червня 2021    |
| Плей-оф            | Півфінали       | Матч-відповідь  | 31 травня – 8 червня 2021    |
| Плей-оф            | Фінал           | Перший матч     | 30 серпня – 7 вересня 2021   |
| Плей-оф            | Фінал           | Матч-відповідь  | 30 серпня – 7 вересня 2021   |
| Раунд плей-оф      |                 |                 |                              |
| Плей-оф            | Перший матч     | Перший матч     | 4–12 жовтня 2021             |
| Плей-оф            | Матч-відповідь  |                 | 4–12 жовтня 2021             |

Проте, 25 червня 2020, після рішення ФІФА про перенесення вересневого вікна міжнародних матчів 2020 через пандемію COVID-19, КОНКАКАФ відмітили, що «випробовування, представлені відкладами календаря футбольних матчів та неповний цикл рейтингу ФІФА для нашої конфедерації означають, що наш поточний процес кваліфікації Чемпіонату світу було скомпрометовано буде змінено.»

## Новий формат
27 липня 2020, КОНКАКАФ опублікували новий формат кваліфікації до Чемпіонату світу.
- Перший раунд: Команди КОНКАКАФ, що посіли з 6 по 35 місця у рейтингу ФІФА від липня 2020, було розділено за допомогою жеребкування на 6 груп по 5 команд. В кожній з груп команди мають зіграти по 4 матчі (2 вдома та 2 на виїзді). Переможці кожної групи проходять до другого раунду.
- Другий раунд: 6 переможців груп Першого раунду розподіляються на 3 пари, де зіграють з суперником вдома та на виїзді. Переможець кожної пари за сумою двох матчів проходять до Третього раунду.
- Третій раунд: 3 переможця Другого раунду та 5 найкращих команд згідно рейтингу ФІФА від липня 2020 потрапляють до єдиної групи, де зіграють вдома та на виїзді з кожним суперником за круговою системою (у форматі ліги). 3 найкращих команд потрапляють до Чемпіонату світу, а четверте місце проходить до міжконтинентальних плей-оф.

## Учасники
До кваліфікації потрапили усі члени ФІФА з КОНКАКАФ. Команди були розділені між раундами згідно рейтингу ФІФА за липень 2020.
| Прохід до Третього раунду (Місця 1-5)                                          | Змагаються у Першому раунді (Місця 6-35) | Змагаються у Першому раунді (Місця 6-35) |
| ------------------------------------------------------------------------------ | --- | --- |
| 1. Мексика (11) 2. США (22) 3. Коста-Рика (46) 4. Ямайка (48) 5. Гондурас (62) | 1. Сальвадор (69) 2. Канада (73) 3. Кюрасао (80) 4. Панама (81) 5. Гаїті (86) 6. Тринідад і Тобаго (105) 7. Антигуа і Барбуда (126) 8. Гватемала (130) 9. Сент-Кіттс і Невіс (139) 10. Суринам (141) 11. Нікарагуа (151) 12. Домініканська Республіка (158) 13. Гренада (159) 14. Барбадос (162) 15. Гаяна (166) | 1. Сент-Вінсент і Гренадини (167) 2. Бермудські Острови (168) 3. Беліз (170) 4. Сент-Люсія (176) 5. Пуерто-Рико (178) 6. Куба (179) 7. Монтсеррат (183) 8. Домініка (184) 9. Кайманові Острови (193) 10. Багамські Острови (195) 11. Аруба (200) 12. Острови Теркс і Кайкос (203) 13. Американські Віргінські Острови (207) 14. Британські Віргінські Острови (208) 15. Ангілья (210) |

## Розклад
Розклад відбору, згідно з календарем міжнародних матчів ФІФА.
25 червня 2020 ФІФА оголосили, що міжконтинентальні плей-оф, які було заплановано на березень 2022, переносяться на червень 2022, а вікно матчів у червні 2021 буде розширено з двох ігрових днів до чотирьох спеціально для КОНКАКАФ. 8 вересня 2020 КОНКАКАФ оголосили, що матчі, які було заплановано на жовтень та листопад 2020, переносяться на 2021 рік. 4 грудня 2020 ФІФА оголосили, що ігрові вікна у вересні 2021, жовтні 2021, січні 2021 та березні 2022 календаря міжнародних матчів будуть розширені на один день кожне, задля можливості провести три ігрових дня у кожному з цих вікон. В той самий день КОНКАКАФ опублікували оновлений розклад кваліфікації.
| Етап         | Тур            | Дати міжнародних матчів ФІФА      |
| ------------ | -------------- | --------------------------------- |
| Перший раунд | Ігрове вікно 1 | 24, 25, 27, 28 та 30 березня 2021 |
| Перший раунд | Ігрове вікно 2 | 2, 4, 5 та 8 червня 2021          |
| Другий раунд | Перший матч    | 12 червня 2021                    |
| Другий раунд | Матч-відповідь | 15 червня 2021                    |
| Третій раунд | Тур 1          | вересень 2021                     |
| Третій раунд | Тур 2          | вересень 2021                     |
| Третій раунд | Тур 3          | вересень 2021                     |
| Третій раунд | Тур 4          | жовтень 2021                      |
| Третій раунд | Тур 5          | жовтень 2021                      |
| Третій раунд | Тур 6          | жовтень 2021                      |
| Третій раунд | Тур 7          | листопад 2021                     |
| Третій раунд | Тур 8          | листопад 2021                     |
| Третій раунд | Тур 9          | січень 2022                       |
| Третій раунд | Тур 10         | січень 2022                       |
| Третій раунд | Тур 11         | січень 2022                       |
| Третій раунд | Тур 12         | березень 2022                     |
| Третій раунд | Тур 13         | березень 2022                     |
| Третій раунд | Тур 14         | березень 2022                     |

| Stage        | Тур            | Дати міжнародних матчів ФІФА    |
| ------------ | -------------- | ------------------------------- |
| Перший раунд | Ігрове вікно 1 | 7, 8, 10, 11 та 13 жовтня 2020  |
| Перший раунд | Ігрове вікно 2 | 11, 13, 14 та 17 листопада 2020 |
| Другий раунд | Перший матч    | 22–30 березня 2021              |
| Другий раунд | Матч-відповідь | 22–30 березня 2021              |
| Третій раунд | Тур 1          | 31 травня – 15 червня 2021      |
| Третій раунд | Тур 2          | 31 травня – 15 червня 2021      |
| Третій раунд | Тур 3          | 31 травня – 15 червня 2021      |
| Третій раунд | Тур 4          | 31 травня – 15 червня 2021      |
| Третій раунд | Тур 5          | 30 серпня – 7 вересня 2021      |
| Третій раунд | Тур 6          | 30 серпня – 7 вересня 2021      |
| Третій раунд | Тур 7          | 4–12 жовтня 2021                |
| Третій раунд | Тур 8          | 4–12 жовтня 2021                |
| Третій раунд | Тур 9          | 8–16 листопада 2021             |
| Третій раунд | Тур 10         | 8–16 листопада 2021             |
| Третій раунд | Тур 11         | 24 січня – 1 лютого 2022        |
| Третій раунд | Тур 12         | 24 січня – 1 лютого 2022        |
| Третій раунд | Тур 13         | 21–29 березня 2022              |
| Третій раунд | Тур 14         | 21–29 березня 2022              |

## Перший раунд
Жеребкування першого раунду відбулося 19 серпня 2020 о 19:00 CEST (UTC+2)) у штаб-квартирі ФІФА у  Цюриху.

### Група A
| Поз | Команда                         | І | В | Н | П | ГЗ | ГП | РГ  | О  | Кваліфікація                |     | Сальвадор | Монтсеррат | Антигуа і Барбуда | Гренада | Американські Віргінські Острови |
| --- | ------------------------------- | - | - | - | - | -- | -- | --- | -- | --------------------------- | --- | --------- | ---------- | ----------------- | ------- | ------------------------------- |
| 1   | Сальвадор                       | 4 | 3 | 1 | 0 | 13 | 1  | +12 | 10 | Проходять до Другого раунду |     | —         | —          | 3:0               | 2:0     | —                               |
| 2   | Монтсеррат                      | 4 | 2 | 2 | 0 | 9  | 4  | +5  | 8  |                             |     | 1:1       | —          | —                 | —       | 4:0                             |
| 3   | Антигуа і Барбуда               | 4 | 2 | 1 | 1 | 6  | 5  | +1  | 7  |                             | —   | 2:2       | —          | 1:0               | —       |                                 |
| 4   | Гренада                         | 4 | 1 | 0 | 3 | 2  | 5  | −3  | 3  |                             | —   | 1:2       | —          | —                 | 1:0     |                                 |
| 5   | Американські Віргінські Острови | 4 | 0 | 0 | 4 | 0  | 15 | −15 | 0  |                             | 0:7 | —         | 0:3        | —                 | —       |                                 |

### Група B
| Поз | Команда            | І | В | Н | П | ГЗ | ГП | РГ  | О  | Кваліфікація                |      | Канада | Суринам | Бермудські Острови | Аруба | Кайманові острови |
| --- | ------------------ | - | - | - | - | -- | -- | --- | -- | --------------------------- | ---- | ------ | ------- | ------------------ | ----- | ----------------- |
| 1   | Канада             | 4 | 4 | 0 | 0 | 27 | 1  | +26 | 12 | Проходять до Другого раунду |      | —      | 4:0     | 5:1                | —     | —                 |
| 2   | Суринам            | 4 | 3 | 0 | 1 | 15 | 4  | +11 | 9  |                             |      | —      | —       | 6:0                | —     | 3:0               |
| 3   | Бермудські Острови | 4 | 1 | 1 | 2 | 7  | 12 | −5  | 4  |                             | —    | —      | —       | 5:0                | 1:1   |                   |
| 4   | Аруба              | 4 | 0 | 1 | 3 | 3  | 19 | −16 | 1  |                             | 0:7  | 0:6    | —       | —                  | —     |                   |
| 5   | Кайманові Острови  | 4 | 1 | 0 | 3 | 2  | 18 | −16 | 3  |                             | 0:11 | —      | —       | 1:3                | —     |                   |

### Група C
| Поз | Команда                       | І | В | Н | П | ГЗ | ГП | РГ  | О  | Кваліфікація                |     | Кюрасао | Гватемала | Куба | Сент-Вінсент і Гренадини | Британські Віргінські Острови |
| --- | ----------------------------- | - | - | - | - | -- | -- | --- | -- | --------------------------- | --- | ------- | --------- | ---- | ------------------------ | ----------------------------- |
| 1   | Кюрасао                       | 4 | 3 | 1 | 0 | 15 | 1  | +14 | 10 | Проходять до Другого раунду |     | —       | 0:0       | —    | 5:0                      | —                             |
| 2   | Гватемала                     | 4 | 3 | 1 | 0 | 14 | 0  | +14 | 10 |                             |     | —       | —         | 1:0  | 10:0                     | —                             |
| 3   | Куба                          | 4 | 2 | 0 | 2 | 7  | 3  | +4  | 6  |                             | 1:2 | —       | —         | —    | 5:0                      |                               |
| 4   | Сент-Вінсент і Гренадини      | 4 | 1 | 0 | 3 | 3  | 16 | −13 | 3  |                             | —   | —       | 0:1       | —    | 3:0                      |                               |
| 5   | Британські Віргінські Острови | 4 | 0 | 0 | 4 | 0  | 19 | −19 | 0  |                             | 0:8 | 0:3     | —         | —    | —                        |                               |

### Група D
| Поз | Команда                  | І | В | Н | П | ГЗ | ГП | РГ  | О  | Кваліфікація                |      | Панама | Домініканська Республіка | Барбадос | Домініка | Ангілья |
| --- | ------------------------ | - | - | - | - | -- | -- | --- | -- | --------------------------- | ---- | ------ | ------------------------ | -------- | -------- | ------- |
| 1   | Панама                   | 4 | 4 | 0 | 0 | 19 | 1  | +18 | 12 | Проходять до Другого раунду |      | —      | 3:0                      | 1:0      | —        | —       |
| 2   | Домініканська Республіка | 4 | 2 | 1 | 1 | 8  | 4  | +4  | 7  |                             |      | —      | —                        | 1:1      | 1:0      | —       |
| 3   | Барбадос                 | 4 | 1 | 2 | 1 | 3  | 3  | 0   | 5  |                             | —    | —      | —                        | 1:1      | 1:0      |         |
| 4   | Домініка                 | 4 | 1 | 1 | 2 | 5  | 4  | +1  | 4  |                             | 1:2  | —      | —                        | —        | 3:0      |         |
| 5   | Ангілья                  | 4 | 0 | 0 | 4 | 0  | 23 | −23 | 0  |                             | 0:13 | 0:6    | —                        | —        | —        |         |

### Група E
| Поз | Команда                | І | В | Н | П | ГЗ | ГП | РГ  | О | Кваліфікація                |      | Гаїті | Нікарагуа | Беліз | Теркс і Кайкос | Сент-Люсія |
| --- | ---------------------- | - | - | - | - | -- | -- | --- | - | --------------------------- | ---- | ----- | --------- | ----- | -------------- | ---------- |
| 1   | Гаїті                  | 3 | 3 | 0 | 0 | 13 | 0  | +13 | 9 | Проходять до Другого раунду |      | —     | 1:0       | 2:0   | —              | —          |
| 2   | Нікарагуа              | 3 | 2 | 0 | 1 | 10 | 1  | +9  | 6 |                             |      | —     | —         | 3:0   | —              | —          |
| 3   | Беліз                  | 3 | 1 | 0 | 2 | 5  | 5  | 0   | 3 |                             | —    | —     | —         | 5:0   | —              |            |
| 4   | Острови Теркс і Кайкос | 3 | 0 | 0 | 3 | 0  | 22 | −22 | 0 |                             | 0:10 | 0:7   | —         | —     | —              |            |
| 5   | Сент-Люсія             | 0 | 0 | 0 | 0 | 0  | 0  | 0   | 0 | Знялися з кваліфікації      |      | —     | —         | —     | —              | —          |

### Група F
| Поз | Команда            | І | В | Н | П | ГЗ | ГП | РГ  | О | Кваліфікація                |     | Сент-Кіттс і Невіс | Тринідад і Тобаго | Пуерто-Рико | Гаяна | Багамські Острови |
| --- | ------------------ | - | - | - | - | -- | -- | --- | - | --------------------------- | --- | ------------------ | ----------------- | ----------- | ----- | ----------------- |
| 1   | Сент-Кіттс і Невіс | 4 | 3 | 0 | 1 | 8  | 2  | +6  | 9 | Проходять до Другого раунду |     | —                  | —                 | 1:0         | 3:0   | —                 |
| 2   | Тринідад і Тобаго  | 4 | 2 | 2 | 0 | 6  | 1  | +5  | 8 |                             |     | 2:0                | —                 | —           | 3:0   | —                 |
| 3   | Пуерто-Рико        | 4 | 2 | 1 | 1 | 10 | 2  | +8  | 7 |                             | —   | 1:1                | —                 | —           | 7:0   |                   |
| 4   | Гаяна              | 4 | 1 | 0 | 3 | 4  | 8  | −4  | 3 |                             | —   | —                  | 0:2               | —           | 4:0   |                   |
| 5   | Багамські Острови  | 4 | 0 | 1 | 3 | 0  | 15 | −15 | 1 |                             | 0:4 | 0:0                | —                 | —           | —     |                   |

## Другий раунд
У Другому раунді 6 переможців груп Першого раунду потраплять до трьох пар, попередньо визначених жеребкуванням, де зіграють по два матчі (вдома та на виїзді) в кожній з пар. Переможець з кожної пари проходить до Третього раунду.
| Команда 1          | Заг. | Команда 2 | 1-й матч | 2-й матч |
| ------------------ | ---- | --------- | -------- | -------- |
| Сент-Кіттс і Невіс | 0:6  | Сальвадор | 0:4      | 0:2      |
| Гаїті              | 0:4  | Канада    | 0:1      | 0:3      |
| Панама             | 0:0  | Кюрасао   | 2:1      | 0:0      |

## Третій раунд
У результаті зміни формату кваліфікації, традиційну групу "Гексагон" було збільшено на 2 команди (8 команд). 5 найкращих команд КОКНКАКАФ (згідно з рейтингом ФІФА за липень 2020) потрапили до Третього раунду без участі у попередніх раундах. До них приєднаються 3 переможці Другого раунду. Жеребкування, для визначення розкладу Третього раунду відбулося 19 серпня 2020 о 19:00 CEST (UTC+2)) у штаб-квартирі ФІФА у  Цюриху.

| Поз | Команда    | І  | В | Н | П  | ГЗ | ГП | РГ  | О  | Кваліфікація                            |     | Канада | Мексика | Сполучені Штати Америки | Коста-Рика | Панама | Ямайка | Сальвадор | Гондурас |
| --- | ---------- | -- | - | - | -- | -- | -- | --- | -- | --------------------------------------- | --- | ------ | ------- | ----------------------- | ---------- | ------ | ------ | --------- | -------- |
| 1   | Канада     | 14 | 8 | 4 | 2  | 23 | 7  | +16 | 28 | Кваліфікація до Чемпіонату світу 2022   |     | —      | 2:1     | 2:0                     | 1:0        | 4:1    | 4:0    | 3:0       | 1:1      |
| 2   | Мексика    | 14 | 8 | 4 | 2  | 17 | 8  | +9  | 28 | Кваліфікація до Чемпіонату світу 2022   |     | 1:1    | —       | 0:0                     | 0:0        | 1:0    | 2:1    | 2:0       | 3:0      |
| 3   | США        | 14 | 7 | 4 | 3  | 21 | 10 | +11 | 25 | Кваліфікація до Чемпіонату світу 2022   |     | 1:1    | 2:0     | —                       | 2:1        | 5:1    | 2:0    | 1:0       | 3:0      |
| 4   | Коста-Рика | 14 | 7 | 4 | 3  | 13 | 8  | +5  | 25 | Проходять до міжконтинентальних плей-оф |     | 1:0    | 0:1     | 2:0                     | —          | 1:0    | 1:1    | 2:1       | 2:1      |
| 5   | Панама     | 14 | 6 | 3 | 5  | 17 | 19 | −2  | 21 |                                         |     | 1:0    | 1:1     | 1:0                     | 0:0        | —      | 3:2    | 2:1       | 1:1      |
| 6   | Ямайка     | 14 | 2 | 5 | 7  | 12 | 22 | −10 | 11 |                                         | 0:0 | 1:2    | 1:1     | 0:1                     | 0:3        | —      | 1:1    | 2:1       |          |
| 7   | Сальвадор  | 14 | 2 | 4 | 8  | 8  | 18 | −10 | 10 |                                         | 0:2 | 0:2    | 0:0     | 1:2                     | 1:0        | 1:1    | —      | 0:0       |          |
| 8   | Гондурас   | 14 | 0 | 4 | 10 | 7  | 26 | −19 | 4  |                                         | 0:2 | 0:1    | 1:4     | 0:0                     | 2:3        | 0:2    | 0:2    | —         |          |

## Міжконтинентальні плей-оф
Міжконтинентальний плей-оф 14 червня  2022.
| Команда 1  | Рахунок | Команда 2     |
| ---------- | ------- | ------------- |
| Коста-Рика | 1:0     | Нова Зеландія |

## Кваліфіковані збірні

Статус збірних КОНКАКАФ у кваліфікації Чемпіонату світу 2022:
Кваліфікувалися до Чемпіонату світу
Можуть кваліфікуватися
Вибули
Відмовилися від участі
Не член КОНКАКАФ

Наступні збірні КОНКАКАФ пройшли до фінального турніру:
| Команда    | Кваліфікація                    | Дата кваліфікації | Попередні участі у Чемпіонаті світу1                                                                |
| ---------- | ------------------------------- | ----------------- | --------------------------------------------------------------------------------------------------- |
| Канада     | 1-е місце                       | 27 березня 2022   | 1 (1986)                                                                                            |
| Мексика    | 2-е місце                       | 30 березня 2022   | 16 (1930, 1950, 1954, 1958, 1962, 1966, 1970, 1978, 1986, 1994, 1998, 2002, 2006, 2010, 2014, 2018) |
| США        | 3-є місце                       | 30 березня 2022   | 10 (1930, 1934, 1950, 1990, 1994, 1998, 2002, 2006, 2010, 2014)                                     |
| Коста-Рика | Переможець плей-оф КОНКАКАФ–ОФК | 14 червня 2022    | 5 (1990, 2002, 2006, 2014, 2018)                                                                    |

1 Жирним шрифтом вказано переможців тогорічного змагання. Курсивом вказано господаря змагання.